# Jaime Zudáñez (provins)

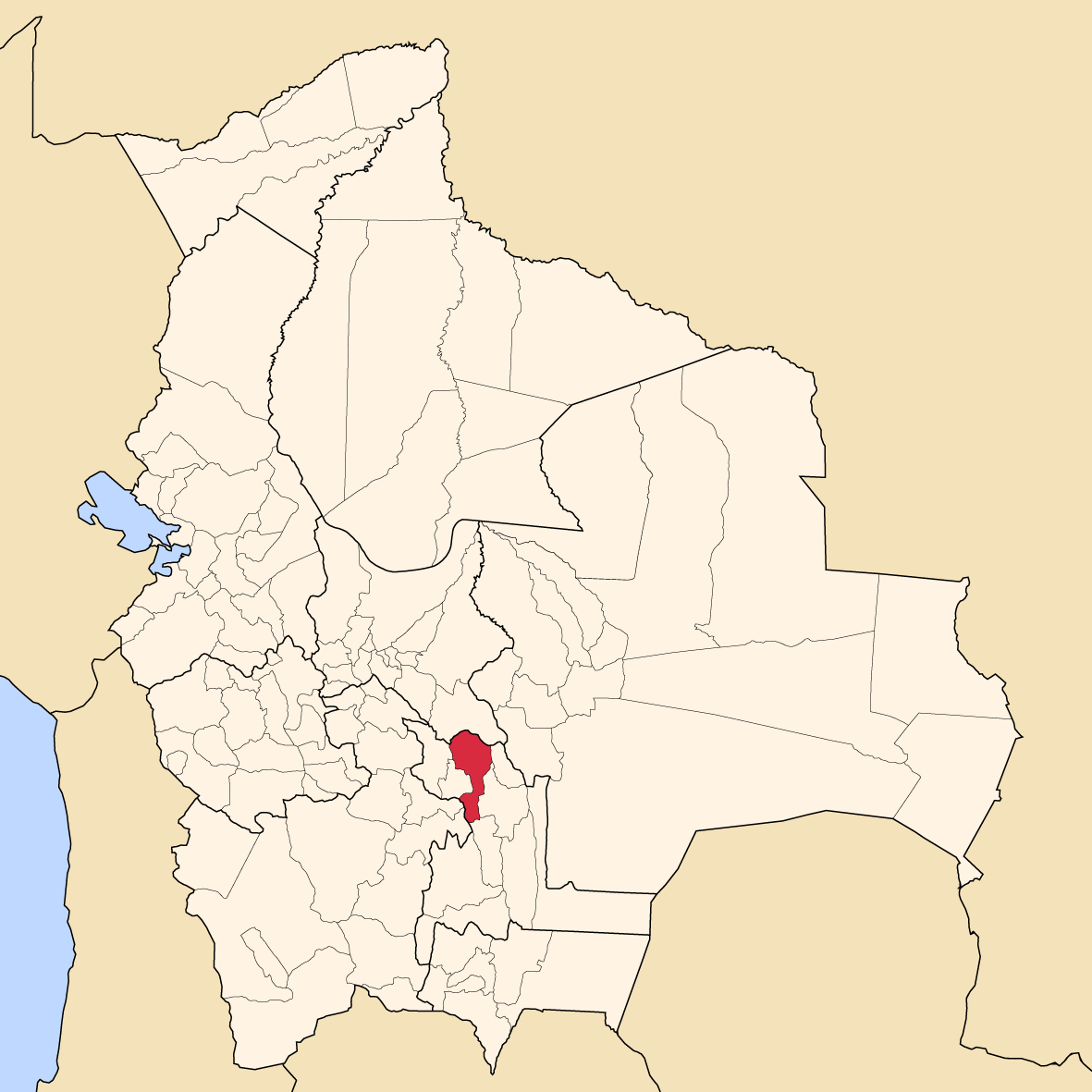
Provinsens läge i Bolivia

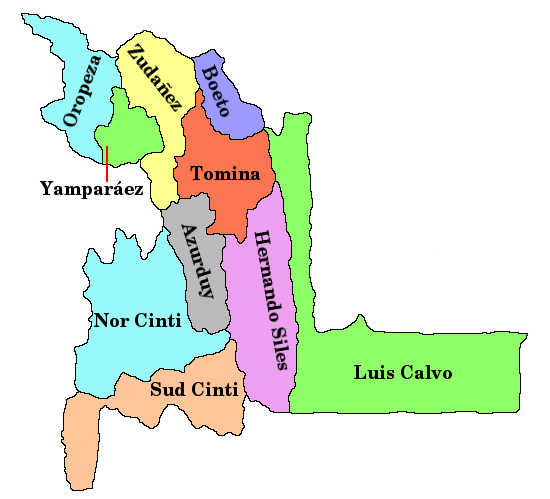
Provinser i Chuquisaca

Jaime Zudáñez är en provins i departementet Chuquisaca i Bolivia. Den administrativa huvudorten är Villa Zudáñez.